# Gouffre de Belvaux
Gouffre de Belvaux är ett slukhål i Belgien.   Det ligger i provinsen Namur och regionen Vallonien, i den sydöstra delen av landet, 100 km sydost om huvudstaden Bryssel. Gouffre de Belvaux ligger 244 meter över havet.
Terrängen runt Gouffre de Belvaux är platt åt nordväst, men åt sydost är den kuperad. Närmaste större samhälle är Rochefort, 5,7 km norr om Gouffre de Belvaux. 
I omgivningarna runt Gouffre de Belvaux växer i huvudsak blandskog. Runt Gouffre de Belvaux är det ganska glesbefolkat, med 47 invånare per kvadratkilometer.